# Dipsacaster borealis
Dipsacaster borealis is een kamster uit de familie Astropectinidae.
De wetenschappelijke naam van de soort werd in 1910 gepubliceerd door Walter Kenrick Fisher.